# Zwartsnavelboomjager
De zwartsnavelboomjager (Thripadectes melanorhynchus) is een zangvogel uit de familie Furnariidae (ovenvogels).

## Verspreiding en leefgebied
Deze soort komt voor van Colombia tot centraal Peru en telt twee ondersoorten:
- T. m. striaticeps: Colombia.
- T. m. melanorhynchus: Ecuador en Peru.

## Status
De grootte van de populatie is niet gekwantificeerd maar de soort wordt omschreven als schaars. Op de Rode lijst van de IUCN heeft deze soort de status niet bedreigd.